# Provincia di San José de Ocoa
San José de Ocoa è una delle 32 province della Repubblica Dominicana. Il suo capoluogo è San José de Ocoa.

## Geografia antropica

### Suddivisioni amministrative
La provincia si suddivide in 3 comuni e 3 distretti municipali (distrito municipal - D.M.):
- Rancho Arriba
- Sabana Larga
- San José de Ocoa